# Роджер Фентон

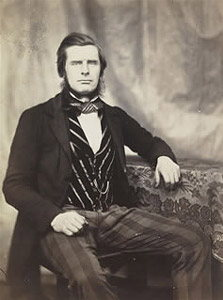
Роджер Фентон, автопортрет

Ро́джер Фе́нтон (англ. Roger Fenton; 28 березня 1819  — 8 серпня 1869) — британський фотограф-новатор, один із перших фотографів, що працювали у місцях проведення бойових дій. Автор перших фотографій Києва.

## Сім'я
Роджер Фентон народився у Крімбл-Голл, Бері, Ланкашир, 28 березня 1819 року.
Його дід був заможним виробником бавовни та банкіром, а його батько — банкіром та членом парламенту. Фентон був четвертою дитиною з семи від першого шлюбу батька. В його батька було ще 10 дітей від другої дружини.

## Навчання
У 1838 році Фентон поступив до Університетського коледжу Лондона, який закінчив у 1840 році зі ступенем бакалавра мистецтв гуманітарних наук першого класу. Під час навчання вивчав англійську, грецьку та латинську мови і математику. У 1841 році почав вивчати право в університетському коледжі. Навчання очевидно було хаотичним, оскільки він не отримав кваліфікації повіреного до 1847 року. Це пов'язано з його зацікавленістю у тому, щоб стати художником.

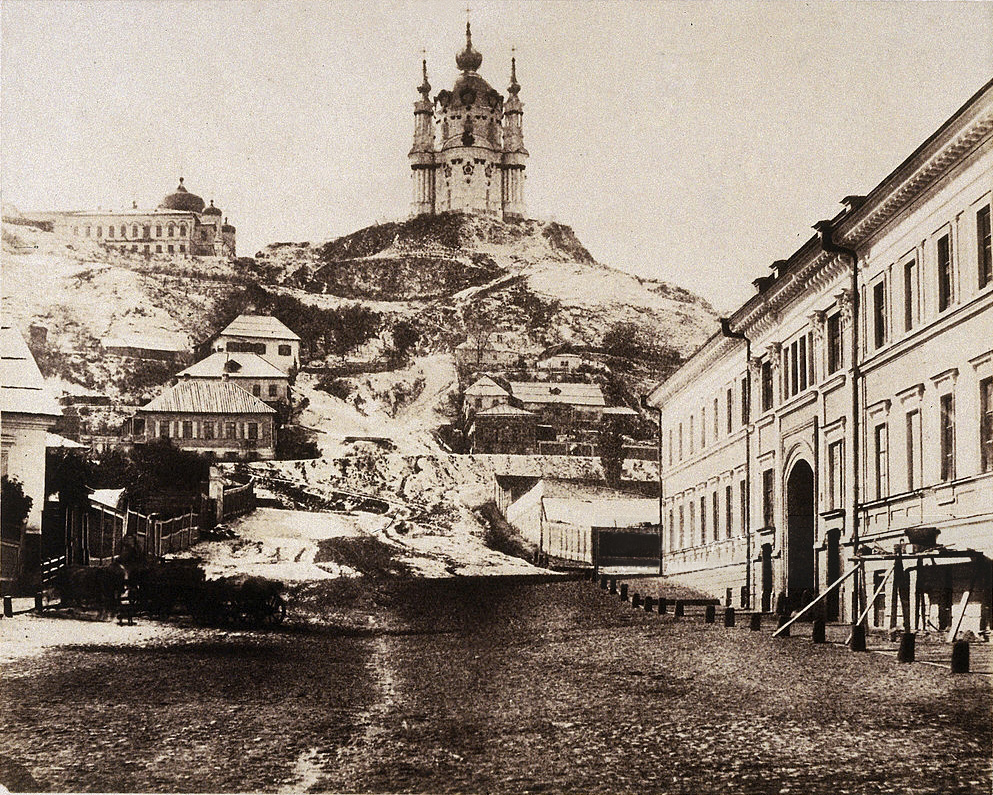
Андріївська церква, краєвид з Подолу. Київ, 1852 р.

У 1843 році у Йоркширі Фентон одружився з Грейс Елізабет Мейнард, імовірно після його першого перебування у Парижі (він отримав паспорт у 1842 році), де він короткий час навчався у студії Поля Деляроша. Коли він зареєструвався як копіїст у Луврі у 1844 році, він назвав своїм вчителем художника-істориста та портретиста Майкла Мартіна Дроллінга, що навчався у Національній вищій школі витончених мистецтв, однак імені Фентона немає у записах школи.
У 1847 році Фентон повернувся до Лондона, де продовжив вивчати живопис під керівництвом художника-істориста Чарльза Люсі, який згодом став його другом та з яким, починаючи з 1850 року, він працював в аудиторіях Північної лондонської школи малювання та моделювання. У 1849, 1850 та 1851 роках його картини виставлялись на щорічних виставках Королівської Академії мистецтв.
Фентон відвідав Велику виставку у Гайд-Парку, Лондон, у 1851 році та був вражений виставленими там фотографіями. Потім він відвідав Париж для вивчення процесу калотипування вощеного паперу у його автора, Густава Ле Гре. У 1852 році він вже виставляв власні фотографії в Англії та подорожував до Києва, Москви та Санкт-Петербурга, де робив калотипи, фотографував пейзажі та архітектуру Британії.
Він спрямовував свої сили на створення організації фотографів та у 1853 році заснував Фотографічне товариство, у якому був першим секретарем. Згодом воно стало Королівським фотографічним товариством під патронажем принца Альберта.

## Кримська війна

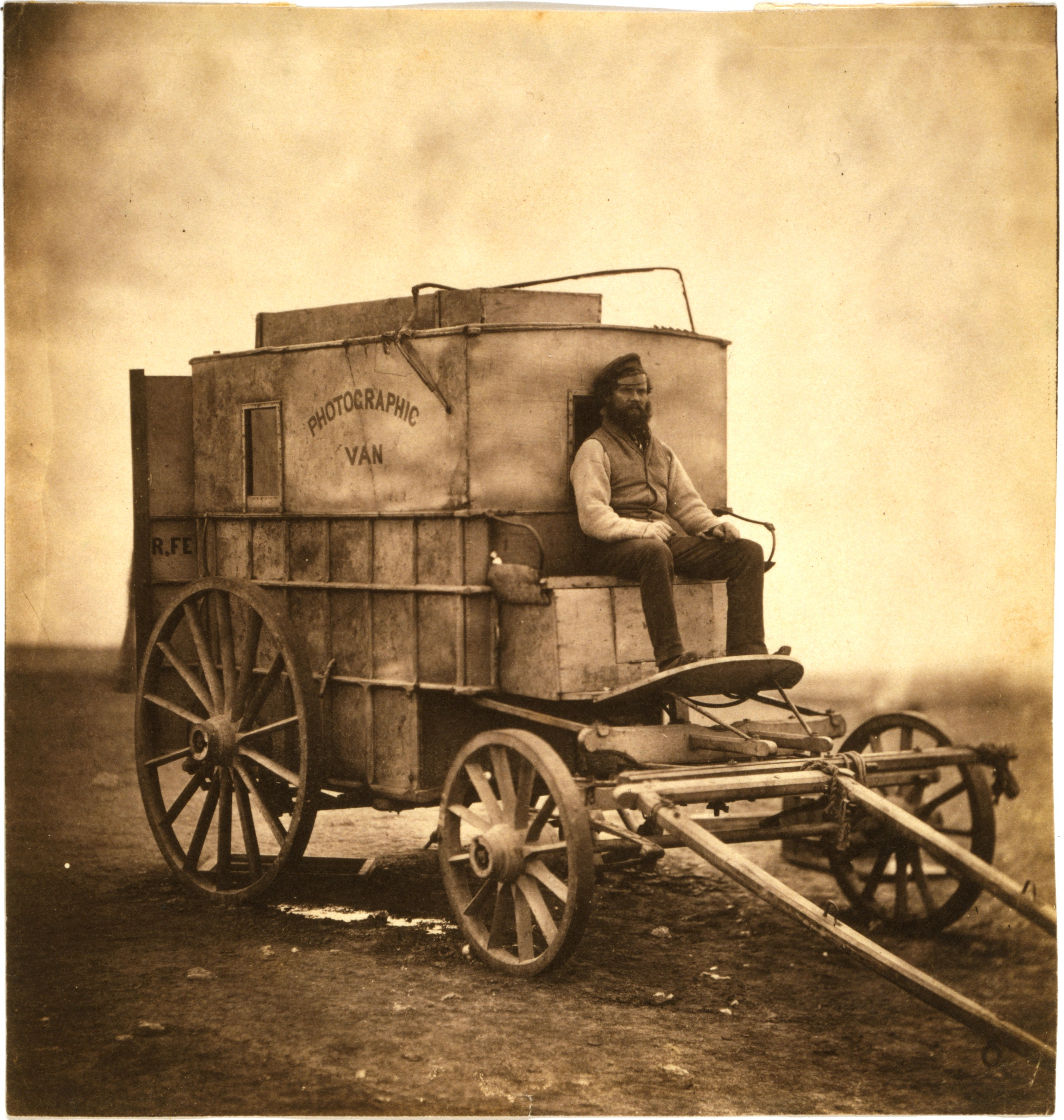
Маркус Спрелінг сидить на фотографічному фургоні Роджера Фентона, Крим, 1855.

У 1855 році за завданням видавця Томаса Егню Фентон з асистентом Маркусом Спрелінгом та слугою вирушив до театру воєнних дій для зйомок військ з фургоном, повним обладнання для фотографування. Незважаючи на високу температуру, перелом кількох ребер та захворювання на холеру, йому вдалося зробити понад 350 придатних до використання негативів великого формату. Виставка з 312 фотографій незабаром була виставлена у Лондоні. Продажі були не такі високі, як очікувалось, можливо через завершення війни. Фентона відправили на Кримську війну як першого офіційного фотографа на вимогу принца Альберта. Виконані фотографії використовувались для компенсації антипатії британців до непопулярної війни та для нейтралізації антивоєнних репортажів Таймс. Фотографії були перетворені на гравюри та опубліковані у менш критичних Ілюстрованих лондонських новинах у формі книги та виставлялись у галереї. Фентон уникав фотографування мертвих, поранених чи скалічених солдатів.

### Долина Тіней Смерті

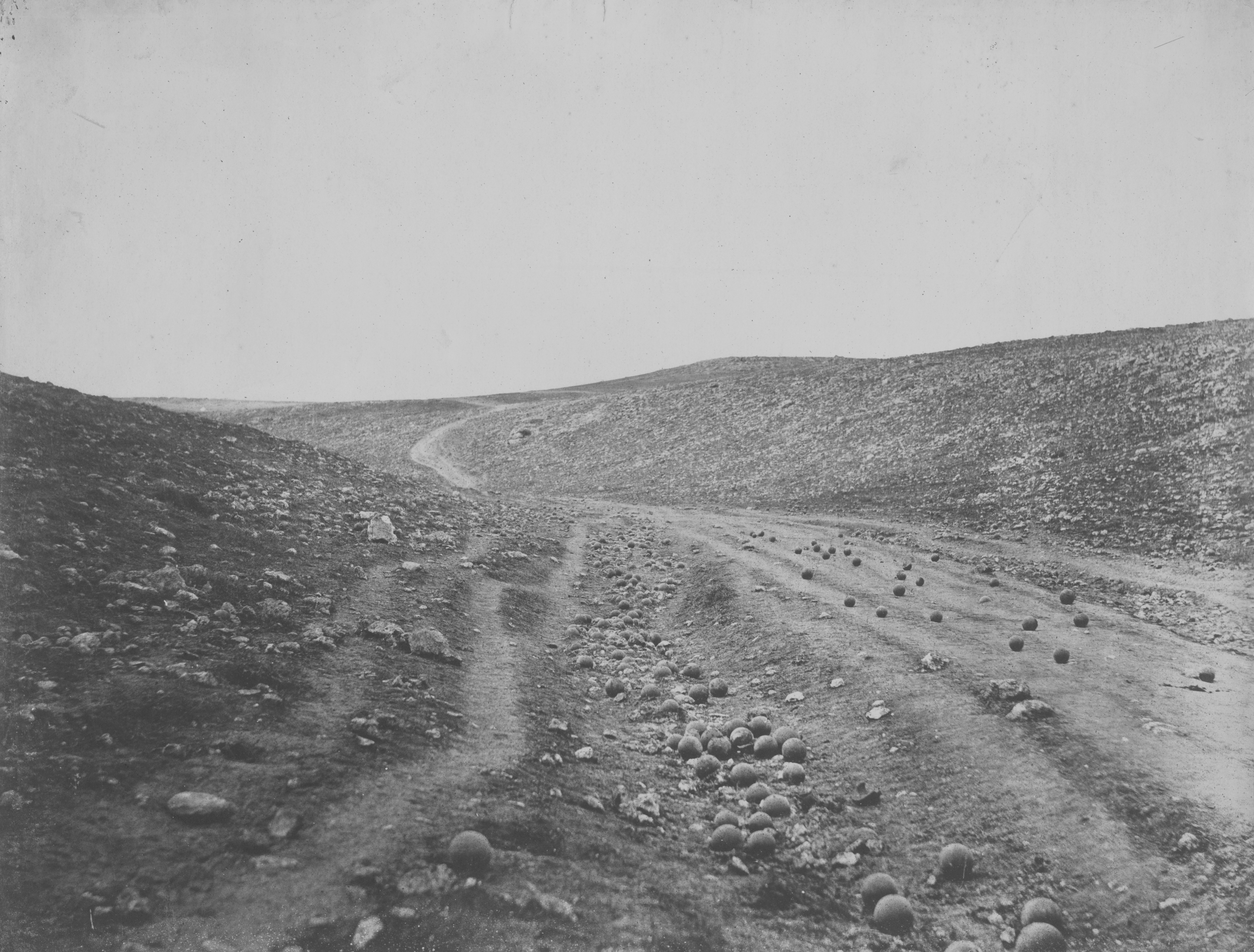
Долина Тіней Смерті — дорога, всипана гарматними ядрами, Роджер Фентон, 1855

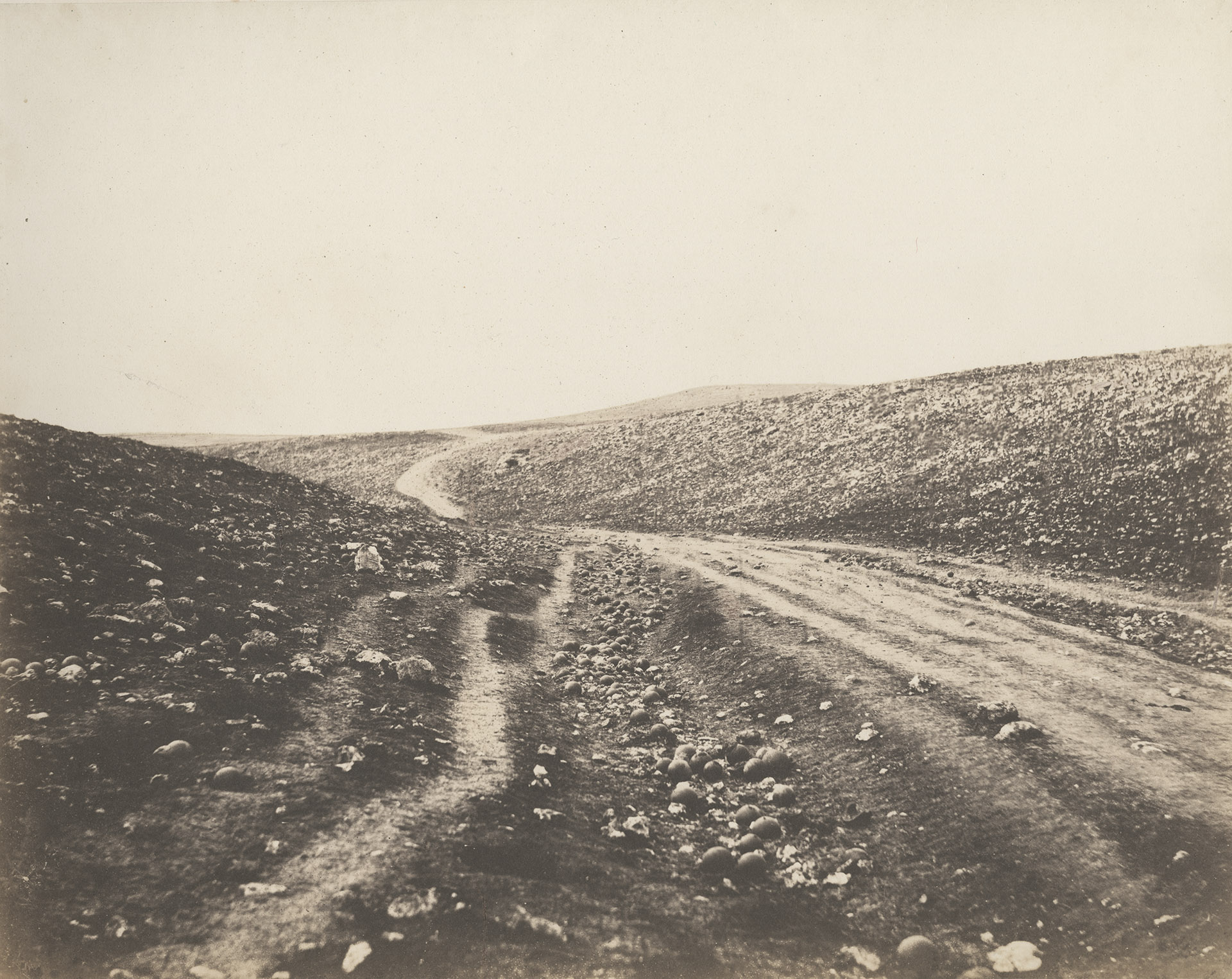
Долина Тіней Смерті, дорога очищена від ядер, Роджер Фентон, 1855

Через розмір та вагу фотографічного обладнання Фентон був обмежений у виборі мотивів для знімків. Також через те, що фотографічні матеріали вимагали довгої експозиції, він міг робити знімки нерухомих об'єктів, в основному з позуванням. Але він знімав і пейзажі.
Відомою стала фотографія з назвою «Долина Тіней Смерті» (англ. The Valley of the Shadow of Death). Фотографії представлені у 1855 році на Лондонській виставці, як серія з одинадцяти що мали спільну назву «Панорама плоскогір'я Севастополя в одинадцяти частинах». Назва «Долина Тіней Смерті» взята з популярного на той час вірша Альфреда Теннісона «Атака легкої бригади», який, у свою чергу, звертається до 22-го Псалма, присвяченого миру. Фотографія знята не на місці битви, згаданої у вірші, а в Делагардовій балці. 
Сучасні фотографи вважають цю фотографію, що була знята під вогнем, зародком військової фотографії. Було знято дві фотографії цього району, одна з ядрами на дорозі, та інша з очищеною від ядер. Думки, щодо того, яке фото було зроблене першим, різняться. Кінорежисер Еррол Морріс написав серію нарисів, досліджуючи докази та зробив висновок, що фотографія без ядер була знята першою, але залишається невідомим щодо того, хто переносив ядра на дорогу для другого знімка — чи вони були навмисне розташовані на дорозі самим Фентоном для посилення виразності картини, чи солдати викинули ядра на дорогу, збираючи їх для повторного використання.

## Повоєнні роки

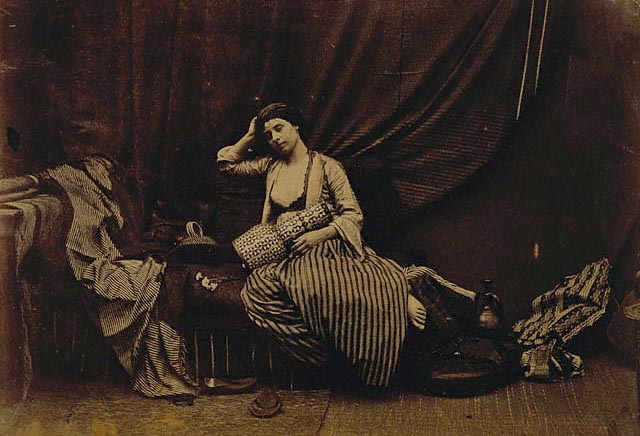
Одаліска, що сидить, фотографія Роджера Фентона

У 1858 році Фентон виконав студійні етюди, які базувались на романтичних уявлення про мусульманське життя, наприклад «Одаліска, що сидить», з друзями як моделями, які не завжди переконливо представляли їхні ролі. Незважаючи на розголос фотографій, зроблених у період Кримської війни, його кар'єра фотографа тривала трохи більше десяти років. У 1862 році він цілком покинув фотографування, розпродав обладнання та був забутий аж до його смерті через сім років. Пізніше він був формально визнаний істориками та мистецтвознавцями за його новаторську роботу та художні зусилля.
На знак визнання важливості його фотографій часів Кримської війни, деякі з них були включені до колекції журналу Лайф 100 фотографій, які змінили світ.